# OnlyFans
OnlyFans — компанія, що базується в Лондоні, Англія. Творці контенту запускають на ресурсі послугу платної підписки, що дозволяє налагоджувати стосунки та надавати ексклюзивний контент своїм підписникам або «фанам».
Він популярний в індустрії розваг для дорослих, але також приймає творців контенту з інших жанрів, таких як фахівці з фітнесу та інші творці, які регулярно публікують в Інтернеті. Це дозволяє творцям контенту щомісяця отримувати фінансування безпосередньо від своїх шанувальників, а також за чайові та платні трансляції.
The New York Times високо оцінив OnlyFans за те, що вони допомагають змінити індустрію розваг для дорослих, віддаючи контроль виконавцям, щоб ті заробляли гроші за створений ними контент.

## Бізнес-модель
OnlyFans свідомо не має обмежувальної політики щодо вмісту і дозволяє користувачам ділитися відвертими або повністю оголеними фотографіями себе в обмін на щомісячний членський внесок. 80 % внеску, зібраного за кожну підписку, спрямовуються творцю контенту, а решта 20 % — ресурсу OnlyFans. Після торгових сплат та сплат за обробку частка компанії становить близько 12 %.

## Історія
OnlyFans був запущений у 2016 році як вебсайт для творців контенту, щоб дозволити їхнім підписникам підписуватися на перегляд кліпів та фотографій за щомісячну плату. Про материнську компанію, Fenix International Limited, відомо мало.
У 2018 Леонід Радвінський (американець єврейського походження) викупив 75 % Fenix International Limited і після цього став одним з директорів. Після цього вебсайт почав фокусуватися на еротиці та порнографії.
Станом на лютий 2020 року на сайті нараховується 20 мільйонів зареєстрованих користувачів і, як заявляють у компанії, було виплачено 400 мільйонів доларів 200 000 творцям контенту.
Белла Торн встановила новий рекорд OnlyFans, заробивши понад $1 млн упродовж 24 годин після приєднання до платформи в серпні 2020 року та більш ніж $2 млн менш ніж за тиждень. Її діяльність на OnlyFans викликала суперечки після того, як вона нібито пообіцяла оголені фотографії за $200, але натомість надала тільки фотографії в спідній білизні, що призвело до цілої низки повернень грошей. Після цього інциденту були введені нові обмеження, що обмежують суму, яку інші автори на платформі можуть стягувати і як швидко вони можуть отримати оплату, хоча OnlyFans заявила, що ці обмеження не пов'язані з Торн, а є частиною «еволюційного процесу». Дії Торн викликали негативну реакцію серед працівників секс-індустрії, які вважали, що Торн егоїстично привласнила їхню професію.
Bhad Bhabie побила рекорд Торн у квітні 2021 року, заробивши понад $1 млн за перші 6 годин. Ця подія викликала критику в соціальних мережах, враховуючи, що тижнем раніше їй виповнилося 18 років.
У грудні 2021 року Тім Стоклі оголосив, що залишає свою посаду CEO і що його змінить Амрапалі Ган.
28 лютого 2022 року компанія долучилася до бойкоту Росії та Білорусі: моделям із цих країн заморозили доступ до рахунків, а користувачі втратили можливість підписуватися на їхні акаунти або подовжувати передплату.
У травні 2022 року Кармен Електра приєдналася до сайту, дебютувавши у своєму акаунті з фотографіями зі свого 50-річчя. Того ж року до платформи приєдналася кандидатка в конгрес від Пенсильванії Александра Хант, яка оголосила, що її кампанія зібрала близько $100 000 за один місяць.
У вересні 2022 року стрімерка Twitch Amouranth розповіла Insider, що щомісяця заробляла на сайті 1,5 мільйона доларів, а загалом з моменту приєднання на початку 2020 року заробила понад 33 мільйони доларів. 9 грудня 2022 року YouTuber Маркіплаєр запустив свою сторінку облікового запису OnlyFans, і наплив трафіку призвів до падіння сайту.

## Критика
Сайт піддавався критиці за розміщення матеріалів про сексуальне насильство над дітьми, хоча американський Національний центр із сексуальної експлуатації повідомляє про мізерно малу кількість інцидентів порівняно з Facebook. Кампанія з розслідування діяльності OnlyFans розпочалася в Конгресі США в серпні 2021 року. 19 серпня 2021 року було повідомлено, що з жовтня 2021 року OnlyFans більше не допускатиме матеріали сексуального характеру через тиск з боку банків, але це рішення було скасовано через шість днів через реакцію користувачів і творців.
У серпні 2022 року було подано низку судових позовів, у яких стверджувалося, що OnlyFans підкупив співробітників Meta, щоб ті додали до чорного списку терористів Instagram акаунти творців OnlyFans, які також продавали контент на сайтах-конкурентах OnlyFans. Згідно з позовами, повнолітні виконавці, зокрема Алана Еванс, зазнали відтоку трафіку з їхніх акаунтів в Instagram після того, як їх помилково позначили як пов'язаних з тероризмом, що фактично призвело до їхньої тіньової заборони і зменшило їхню здатність просувати свій контент на сайтах-конкурентах. OnlyFans заперечували, що знають про таку діяльність. Позивачі відкликали позов про підкуп в липні 2023 року, і справу було закрито в серпні 2023 року, при цьому суд зазначив, що не має юрисдикції щодо OnlyFans.

### Безпека даних
У лютому 2020 року BuzzFeed News повідомив, що до чотирьох терабайт зламаного контенту OnlyFans стало вірусним у соціальних мережах. Передбачалося, що він походив із сотень різних акаунтів і був поширений у хмарних сховищах Mega та Google Drive. Дейлі Барнетт, технолог з Electronic Frontier Foundation, розповів «BuzzFeed News», що «ці платформи зазвичай мають жахливу систему безпеки і погано реагують на інциденти». OnlyFans заперечили, що сталося якесь порушення.
У серпні 2020 року Forensic News повідомило, що акаунти деяких творців контенту були видалені без попередження, в результаті чого вони не змогли вивести свої баланси. Попередні бізнес-компанії Радвінського були позначені банками ознаками відмивання грошей.

## Використання
Вебсайт зазвичай використовується як любителями, так і професійними порнографічними моделями, але також його використовують люди, які діляться фотографіями та відео фітнесу.
У січні 2020 року 20-річна американка Кейлен Уорд зібрала понад 1 мільйон доларів внесків на благодійність під час бурхливих пожеж в Австралії. OnlyFans об'єдналися з нею в перше партнерство для благодійної справи. Це розпочало тренд серед деяких творців OnlyFans, які збирали гроші через свої профілі.